# Макс Хардкор
Макс Хардкор (англ. Max Hardcore; настоящие имя Пол Ф. Литл (англ. Paul F. Little); 10 августа 1956, Расин, Висконсин, США — 27 марта 2023) — американский актёр, продюсер и режиссёр порнографических фильмов, который приобрёл известность в 1992 году с серией фильмов Anal Adventures of Max Hardcore. Его работы были классифицированы как гонзо-порнография и описывались как «испытание пределов приемлемости». Отбыл 4 года тюремного заключения по обвинению в насилии и непристойном поведении, освободился в июле 2011 года. Его компания Мax World Entertainment находилась в Алтадине, штат Калифорния.

## Биография
Фильмы Макса Хардкора сняты в жанре экстремального гонзо-порно, состоят из половых актов, выполненных им самим с порноактрисами, которые одеты и изображают из себя несовершеннолетних (будучи при этом совершеннолетними), с акцентом на анальный секс. Все актрисы, снимавшиеся в фильмах Макса Хардкора, старше 18 лет, однако они одевались и вели себя таким образом, чтобы можно было предположить, что они моложе, чем на самом деле. В фильме Маx Extreme 4 порноактриса Риган говорила, что ей 12 лет. В фильме Маx Extreme 6 порноактриса Mya Mason заявляла, что ей немного больше 12 лет.
Сцены в фильмах нередко включали в себя такие действия, как мочеиспускание партнёров друг на друга («золотой дождь»), вагинальный фистинг и т.п., а также сцены глубокой глотки, предельно жесткое оральное сношение — иррумация, вплоть до так называемого Deep Throat and Vomit, при котором актриса доводилась до рвоты. В фильмах часто снимался сам режиссёр и приглашённая порнозвезда, которая играла роль жертвы.
Макс Хардкор называл свои работы гонзо-порнографией и считал, что они кардинально повлияли на современную порноиндустрию, породив много подражателей.
На основании сцен из фильма Маx Extreme 4, в 1998 году в Лос-Анджелесе его обвинили в распространении детской порнографии и растлении малолетних. Тот факт, что актриса была в возрасте 18 лет никем не оспаривался, Хардкору предъявили обвинение, основываясь исключительно на том, что актриса играла роль несовершеннолетней. Обвинения в распространении детской порнографии были признаны неконституционными и сняты в 2002 году, но в 2007 году Макс Хардкор был осуждён на 4 года за «распространение непристойных материалов».

### Критика
Писатель Сюзанна Бреслин, проанализировав работы Хардкора, прокомментировала их следующим образом: «в его фильмах женщины унижаются беспрецедентное множество раз словесно и физически», его отношение к женщинам было описано некоторыми критиками, как оскорбительное. Было высказано также весьма спорное мнение, что его фильмы и предполагаемые методы работы, якобы сделали его относительно непопулярным в порноиндустрии.

## Популярность
- Макс Хардкор занимал видное место в очерке Дэвида Фостера Уоллеса о порноиндустрии — «Big Red Son», опубликованном в сборнике «Рассмотрим Омара».
- В 2009 году вышел фильм компании RSO «Registered Sex Offender» («Зарегистрированный сексуальный преступник»), характер названия и смысл которого намекал на фильмы Макса.

## Премии
- 2004 AVN Award Hall of Fame
- 2008 Зал славы XRCO — Outlaws of Porn